# 豊田清 (プロボウラー)
豊田 清（とよた きよし、1959年9月25日 - ）は、日本のプロボウラー、元歌手、元俳優。徳島県阿南市出身。血液型はO型。
歌手、俳優時代は芸映に所属し「とよだ きよし」と呼んでいた。「とよた きよし」と呼ぶようになったのはプロボウラーに転向してからである。

## 略歴
1959年（昭和34年）9月25日、徳島県阿南市に生まれる。生家はミカン、イチゴを栽培する果樹園を経営。兄がいる。生まれた翌日に伊勢湾台風が直撃して生家は床上浸水したということで、当人自ら「伊勢湾台風の落とし子」と称していたことがある。豊田家には、実家から数時間山の方に進んだ所の轟の滝の傍にある修業場の行者に名前を診てもらう習慣があり、清という名前もそこの行者が決めたという。
歌が好きな母親の影響で、幼い頃から家にあったレコードをおもちゃ代わりにたくさん聴いていて、当人も歌が好きになる。幼稚園児の頃からオルガンでの弾き語りが得意になり、阿南市立吉井小学校3年生の時にピアノ教室へ通い始めるが、そこのピアノ教師が引っ越したために1年余りでピアノはやめたという。
阿南市立加茂谷中学校入学後は駅伝部に入り、3年生の時には阿南市の大会で1位、県大会でも5位の成績を収めたことがあった。当時駅伝の他にも3000m走が得意で、3000m走で9分36秒の記録を出したことがあり、期待のランナーと目されて各高校からスカウト、誘いがいくつかあった。またこの頃、バドミントン、バスケットボール、バレーボールもこなし、スポーツは得意であった。
徳島県立小松島高等学校へ進学、高校入学後はスポーツ熱も下がって音楽への興味が強くなる。これ以前に歌手になりたいと一度だけ思ったことがあったが、高校生になってからはこれが本気になり、高校2年生の時には音楽を専攻し、学校内でフォークグループを組んで発表会や学期末の催物などで活動していた。
1977年（昭和52年）、高校3年生の時に日本テレビ『スター誕生!』の徳島大会が行われることになり、本人は歌手になるなら大学に進学して取りあえず落ち着いてからオーディションを受けようと思っていたが、フォークグループの仲間に勧められ、自分も高校生時代の思い出にとして両親の許しを得た上で出場し、約600名の出場者の中から勝ち抜いて合格。東京で行われた同番組の第22回決戦大会で徳島大会と同じく『あずさ2号』を歌ってグランドチャンピオンに選ばれ、大橋恵里子とともにスカウトされる。歌手デビューしたばかりの頃は、さだまさしとオリビア・ニュートン＝ジョンのファンということを話していたことがある。
1978年（昭和53年）、『青春PART1』で歌手としてデビュー。同年にはTBSテレビのドラマ『道』では俳優としてもデビューしたがいずれも鳴かず飛ばずで1980年（昭和55年）の『清里』を最後のシングルに芸能界を引退した。
引退後の消息は公にされなかったが1995年（平成7年）、プロボウラー（第34期）として登録。右投げ。フリー。（社）日本プロボウリング協会（JPBA）公認A級インストラクター。（財）日本スポーツ協会公認ボウリングコーチ。優勝1回（1995年新人戦）。2008年の大分国体と2009年の新潟国体には栃木県代表監督として準優勝に導いた。現在は郷里に近い徳島市のスエヒロボウルを拠点に現役のプロボウラーとして活躍する一方で、ジュニアやアマチュアボウラーの指導にも熱心で初級者から上級者まで、性別年代を問わず幅広く指導を行っている。

## ディスコグラフィー
いずれもシングルで全て東芝EMIから発売された
- 青春PART1（作詞：阿久悠 作曲：三木たかし 編曲：三木たかし）- 1978年。デビュー作
- 黄昏のランデブー（作詞：阿久悠 作曲：三木たかし 編曲：三木たかし）- 1978年
- 冬のロマンス（作詞：山上路夫 作曲：平尾昌晃 編曲：馬飼野康二）- 1978年
- 戦士の出発（作詞：なかにし礼 作曲：倉渕雅也 編曲：木田たかすけ）- 1979年。テレビドラマ『道』の挿入歌
- 清里（作詞：中村賢一 作曲：中村賢一 編曲：吉川忠英）- 1980年。最後のシングル

## 歌手時代の主な受賞歴
- 第11回新宿音楽祭（1978年）- 銅賞[16]

## 選手データ
- ライセンスNO. - 813
- 氏名 - 豊田清（トヨタ キヨシ）
- 地区 - 中国・四国
- 所属 - フリー
- 用品契約 - サンブリッジ
- プロ入り - 1995年（34期）
- 性別 - 男性
- 身長 - 165cm
- 体重 - 57kg
- 血液型 - O型
- 利き腕 - 右
- 所属 - スエヒロボウル
- 趣味 - 人間観察
- 師匠 - 杉本勝子
- 座右の銘 - 初志貫徹
- 優勝回数 - 1回

## 監修
- ボウリング パーフェクトマスター（スポーツ・ステップアップDVDシリーズ）- 新星出版社、2009年[17]